# Włókna Rosenthala

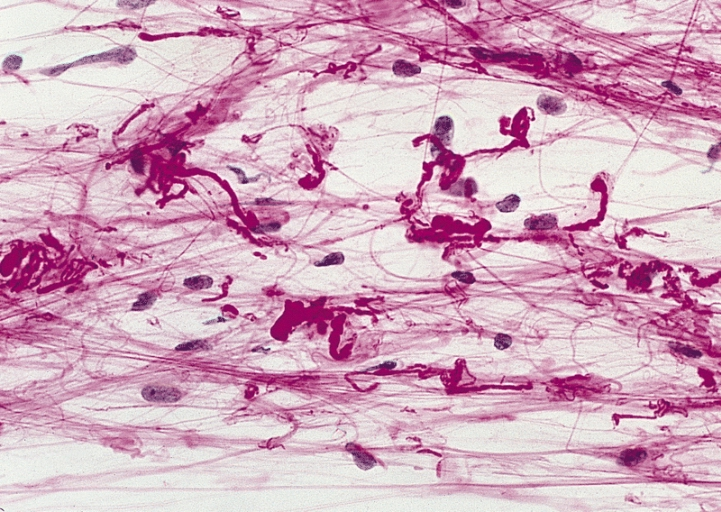
Włókna Rosenthala w preparacie histologicznym gwiaździaka włosowatokomórkowego (gąbczaka); barwienie H-E

Włókna Rosenthala (ang. Rosenthal fibers) – silnie kwasochłonne w barwieniu H-E, szkliste (hialinowe), wydłużone struktury widoczne w wypustkach astrocytów. Powstawanie włókien Rosenthala wiąże się ze zwyrodnieniem włókienek glejowych po uprzednim nasilonym ich tworzeniu. Jako pierwszy opisał je niemiecki patolog Werner Rosenthal w 1898 roku. Termin włókien Rosenthala wprowadzili Bielschowsky i Unger w 1920 roku.
Przejściowo obecne są w późnym okresie glejozy, np. wokół jam syringomielicznych. Występują w komórkach wysoko zróżnicowanych gwiaździaków o wolnym wzroście: gąbczaka, ganglioglioma, żółtakogwiaździaka pleomorficznego. Rzadką przyczyną jest choroba Alexandra, w przebiegu której włókna Rosenthala są szczególnie obfite. Mogą występować w niektórych chorobach nienowotworowych takich jak przewlekłe zmiany torbielowate, wady rozwojowe naczyń.
Włókna Rosenthala są poddane ubikwitynacji. Wykazują ekspresję αB-krystaliny i GFAP na obwodzie. Nie stwierdza się w nich wimentyny.